# Wintringham
Wintringham is een civil parish in het bestuurlijke gebied Ryedale, in het Engelse graafschap North Yorkshire.

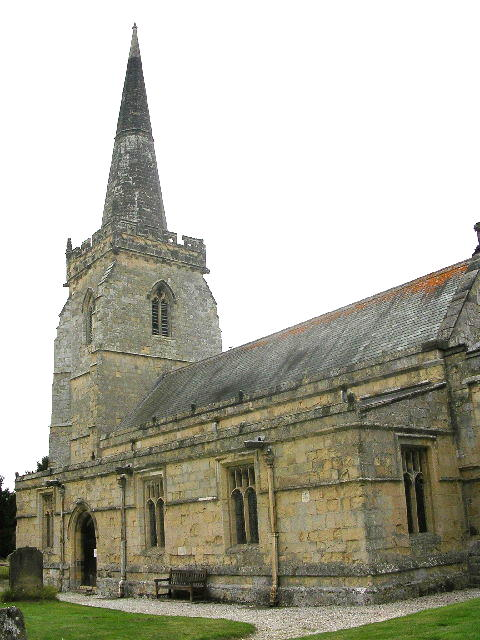
Kerk van St. Peter